# Classe Tosa
A Classe Tosa (土佐型戦艦) foi uma classe de couraçados planejada pela Marinha Imperial Japonesa, composta pelo Tosa e Kaga. A primeira embarcação teve sua construção iniciada em fevereiro de 1920, enquanto a segunda começou suas obras em julho, porém nenhuma foi finalizada como originalmente projetada. Eles foram encomendados em resposta a um grande plano de expansão naval dos Estados Unidos e tinham a intenção de fazer parte do programa "Oito-Oito", que seria uma frota de batalha homogênea formada por oito couraçados e oito cruzadores de batalha. Seu projeto foi desenvolvido pelo capitão Yuzuru Hiraga e era baseado na predecessora Classe Nagato
Os couraçados da Classe Tosa, como originalmente projetados, seriam armados com dez canhões de 410 milímetros montados em cinco torres de artilharia duplas. Teriam um comprimento de fora a fora de 234 metros, boca de trinta metros e meio, calado de mais de nove metros e um deslocamento carregado de aproximadamente 44 mil toneladas. Seus sistemas de propulsão seriam compostos por doze caldeiras a óleo combustível e carvão que alimentariam quatro turbinas a vapor, que por sua vez girariam quatro hélices até uma velocidade máxima de 26 nós (49 quilômetros por hora). Os navios teriam um cinturão principal de blindagem com 254 a 280 milímetros de espessura.
Os dois navios foram lançados em 1921, porém o Tosa foi cancelado de acordo com os termos do Tratado Naval de Washington e nunca finalizado, sendo usado para experimentos a fim de testar a eficiência de sua blindagem antes de ser afundado no Canal de Bungo em 1925. O Kaga foi convertido em um porta-aviões e apoiou tropas japonesas na China durante a Segunda Guerra Sino-Japonesa. Já na Segunda Guerra Mundial, ele esteve presente no Ataque a Pearl Harbor em dezembro de 1941, na invasão de Rabaul em janeiro de 1942, no Bombardeio de Darwin em fevereiro e na invasão das Índias Orientais Holandesas em março, sendo afundado em junho na Batalha de Midway.

## Antecedentes
A Marinha Imperial Japonesa acreditava que uma frota de batalha moderna composta por oito couraçados e oito cruzadores blindados era necessária para a defesa do Japão, uma ideia que o governo ratificou em 1907. Esta política foi a origem do programa da "Frota Oito-Oito", o desenvolvimento de uma linha de batalha coesa de dezesseis embarcações com menos de oito anos de idade. Avanços na tecnologia naval, representados pelo couraçado HMS Dreadnought e pelo cruzador de batalha HMS Invincible da Marinha Real Britânica, forçaram a Marinha Imperial a reavaliar quais navios eram considerados "modernos". O programa foi reiniciado em 1911 com a encomenda dos couraçados da Classe Fusō e os cruzadores de batalha da Classe Kongō. Os japoneses estavam em 1915 com metade de seu objetivo alcançado e a Marinha Imperial queria mais quatro couraçados, porém a Dieta autorizou apenas um couraçado e dois cruzadores de batalha para o orçamento de 1916. Neste mesmo ano, o presidente Woodrow Wilson dos Estados Unidos anunciou planos para a construção de dez couraçados e seis cruzadores de batalha. Em resposta, a Dieta acabou autorizando mais três couraçados para 1917, dois dos quais se tornariam a Classe Tosa.

## Desenvolvimento

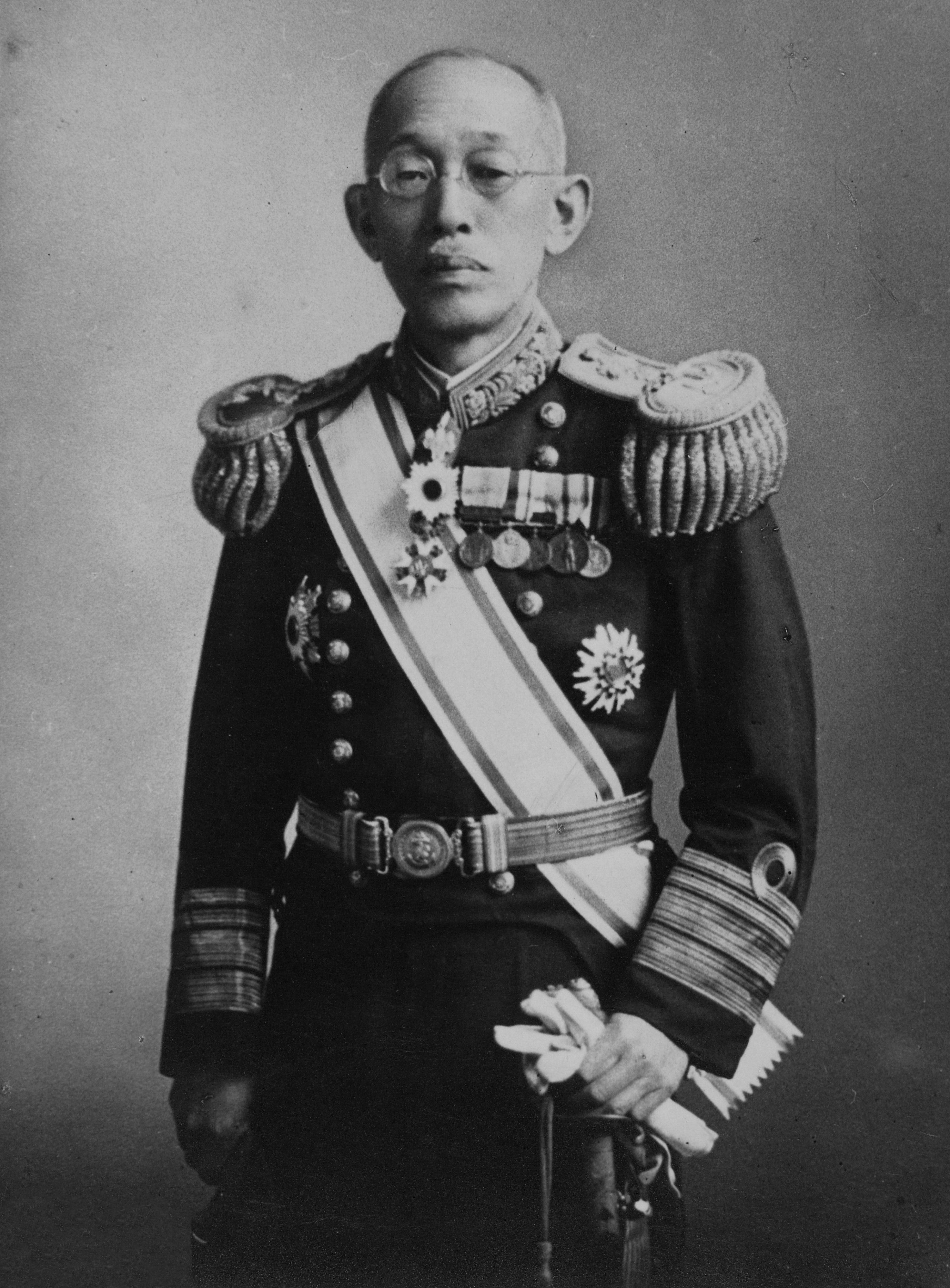
Yuzuru Hiraga, o projetista da Classe Tosa

A Marinha Imperial começou a reavaliar o projeto de seus couraçados da Classe Nagato diante das lições aprendidas com a Batalha da Jutlândia em 1916 na Primeira Guerra Mundial, de experimentos avaliando proteção de blindagem e de informações recém-adquiridas sobre os esquemas de proteção de navios capitais britânicos e norte-americanos. Estes destacaram a necessidade de melhor proteção para as torres de artilharia principais e depósitos de munição, além de uma blindagem mais espessa no convés contra disparos em mergulho. Os métodos existentes para defesa contra minas navais e torpedos também mostraram-se inadequados e precisavam de melhoramentos. Onze novos projetos foram rejeitados entre outubro de 1916 e o início de 1917 até o capitão Yuzuru Hiraga, superintendente de construção naval e o arquiteto encarregado dos projetos fundamentais dos navios da Frota Oito-Oito, apresentar em 12 de junho uma versão altamente modificada da Classe Nagato, designada A-125, para ser construída no lugar da segunda embarcação desta classe antes mesmo que suas obras começassem.
O projeto de Hiraga refletia as experiências mais recentes de combate e também incorporava avanços tecnológicos em caldeiras. Adicionaria uma torre de artilharia principal de 410 milímetros a mais usando o espaço e peso liberados pela redução no número total de caldeiras de 21 para doze, ao mesmo tempo que manteria a mesma potência. O armamento secundário seria reduzido de vinte para dezesseis canhões de 140 milímetros, sendo também movidos um convés acima com o objetivo de melhorar seus arcos de disparo e sua capacidade de atirar em mares bravios. Hiraga propôs angular o cinturão principal de blindagem para fora a fim de melhorar sua resistência contra disparos horizontais, além de aumentar a espessura da blindagem do convés e da antepara antitorpedo. Ele também planejou adicionar protuberâncias antitorpedo com o objetivo de melhorar a proteção subaquática. Hiraga estimou que o deslocamento seria similar ao da Classe Nagato, porém custaria um milhão de ienes a mais. Estas mudanças teriam atrasado significativamente a finalização do couraçado e foram rejeitadas pelo Ministério da Marinha. Este projeto mesmo assim serviu de base para um navio muito maior de 39 mil toneladas, designado como A-127, que teria o dobro do peso de blindagem da Classe Nagato. Foi projetado para alcançar a mesma velocidade das embarcações anteriores, permitindo assim que manobrassem juntas como uma formação tática. Este projeto foi aprovado em 27 de março de 1918 e se tornou a Classe Tosa.

## Projeto

### Características
Os navios da Classe Tosa teriam um deslocamento normal de 39,9 mil toneladas e um deslocamento carregado de 44,2 mil toneladas. Teriam 231,65 metros de comprimento da linha de flutuação e 234,09 metros comprimento de fora a fora, uma boca de 30,48 metros e calado de 9,39 metros. A altura metacêntrica dos navios seria de 1,29 metros em deslocamento normal. Um sistema de propulsão turbo-elétrico foi considerado depois da Marinha dos Estados Unidos ter anunciado que o sistema tinha sido um grande sucesso em seu couraçado USS New Mexico, com os japoneses estimando que uma usina turbo-elétrica de 70,7 mil cavalos-vapor (52 mil quilowatts) precisaria ser instalada na Classe Tosa, o que lhes daria uma velocidade máxima de 25,25 nós (46,76 quilômetros por hora), uma autonomia de 2,5 mil milhas náuticas (4,6 mil quilômetros) em velocidade máxima ou 7,8 mil milhas náuticas (14,4 mil quilômetros) a catorze nós (26 quilômetros por hora). Isto foi rejeitado e um sistema mais convencional com quatro turbinas a vapor Curtis foi escolhido, alimentadas por doze caldeiras de tubos d'água Kampon, oito das quais queimariam óleo combustível e quatro uma mistura de óleo e carvão. Este sistema teria uma potência de 92,5 mil cavalos-vapor (68 mil quilowatts) para uma velocidade máxima de 26,5 nós (49,1 quilômetros por hora). Poderiam carregar até 3,7 mil toneladas de óleo combustível e 1,8 mil toneladas de carvão, o que proporcionaria uma autonomia de 6,5 mil milhas náuticas (doze mil quilômetros) a catorze nós.

### Armamento

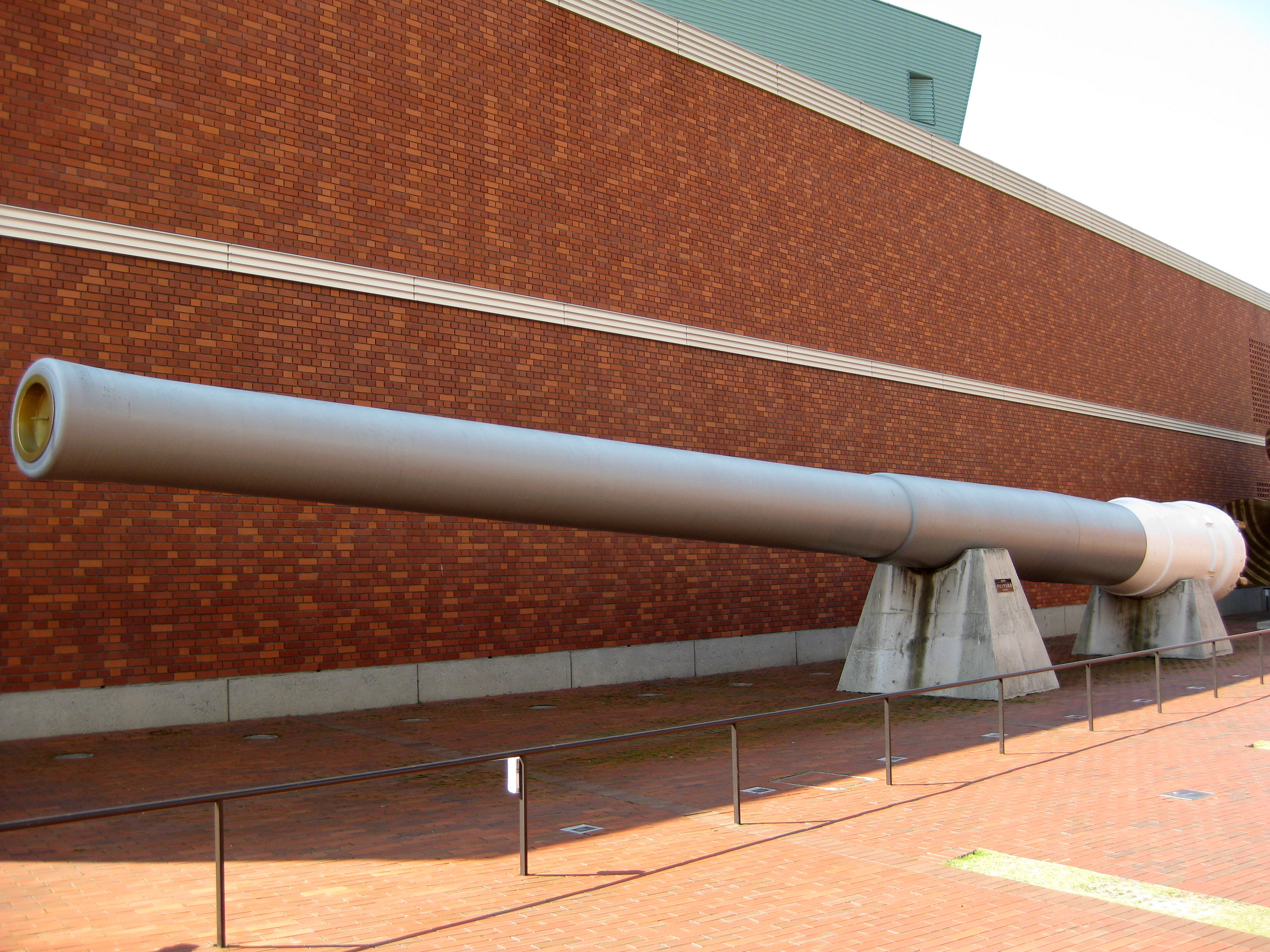
Um canhão de 410 milímetros do mesmo modelo que seria instalado na Classe Tosa

Os navios da Classe Tosa teriam uma bateria principal de dez canhões Tipo 3º Ano calibre 45 de 410 milímetros montados em cinco torres de artilharia duplas, duas sobrepostas à vante, duas sobrepostas à ré e uma à meia-nau. As torres seriam hidráulicas e poderiam abaixar até dois graus negativos e elevar até 35 graus. A cadência de tiro seria de aproximadamente dois disparos por minuto. Cada navio teria um carregamento de noventa projéteis por canhão, mas haveria espaço para cem projéteis. As armas disparariam projéteis perfurantes Tipo 91 pesando uma tonelada cada a uma velocidade de saída de 780 metros por segundo. Também estariam disponíveis projéteis explosivos de 936 quilogramas que seriam disparados a 805 metros por segundo.
O armamento secundário teria vinte canhões Tipo 3º Ano calibre 50 de 140 milímetros que seriam montados em casamatas, doze nas laterais superiores do casco e oito na superestrutura. Teriam um alcance máximo de 19,7 quilômetros a uma elevação de 35 graus. As armas disparariam projéteis explosivos de 38 quilogramas a uma cadência de tiro de dez disparos por minuto. Cada canhão teria um carregamento de 120 projéteis. Defesa antiaérea seria proporcionada por quatro canhões Tipo 3º Ano calibre 40 de 76 milímetros em montagens únicas. Estas poderiam se elevar até 75 graus e teriam uma cadência de tiro de treze a vinte disparos por minuto. Disparariam projéteis de seis quilogramas a uma velocidade de saída de 680 metros por segundo para uma altura máxima de disparo de 7,5 quilômetros. Estes canhões teriam um carregamento de 250 projéteis cada, porém haveria espaço disponível para até quatrocentos cada. Por fim, haveriam oito tubos de torpedo de 610 milímetros, quatro acima da linha de flutuação e quatro abaixo. Os primeiros teriam dois torpedos cada, enquanto os segundos três cada.

### Blindagem
A proteção de blindagem da Classe Tosa foi projetada para resistir a projéteis de 406 milímetros disparados a uma distância de quinze a vinte quilômetros, com as placas de blindagem principais tendo atrás anteparas de estilhaços que tinham a intenção de conter quaisquer fragmentos. Os navios teriam sido protegidos por um cinturão principal na linha de flutuação feito de aço cimentado Vickers inclinado em quinze graus para fora. Teria 280 milímetros de espessura è meia-nau e 254 milímetros à vante e ré. Aproximadamente 1,83 metros do cinturão ficaria abaixo da linha de flutuação. O cinturão seria fechado em cada extremidade por anteparas de 229 a 254 milímetros. As torres de artilharia principais e parte de suas barbetas acima do convés principal seriam protegidas por placas de 229 a 305 milímetros, enquanto a torre de comando teria laterais de 254 a 356 milímetros de espessura e teto de 178 milímetros. Os tubos de comunicação abaixo da torre de comando teriam paredes entre 76 e 127 milímetros.
O convés intermediário seria o principal convés blindado e se conectaria com o topo do cinturão principal. Ele seria feito de placas de blindagem não-cimentada New Vickers de 63 milímetros no topo e placas de aço de alta resistência de 37 milímetros acima das salas de máquinas e caldeiras. A espessura do aço de alta resistência aumentaria para 63 milímetros acima dos depósitos de munição. O convés inferior teria duas placas de aço de alta resistência de dezenove milímetros cada. Pela primeira vez em um navio japonês, a parte inferior da chaminé teria uma blindagem de 229 milímetros, enquanto as aberturas da chaminé no convés inferior seriam protegidas por grandes de blindagem.
Os navios teriam uma protuberância antitorpedo interna contra explosões subaquáticas. Atrás haveria uma antepara antitorpedo feita de três camadas de aço de alta resistência de 25 milímetros cada e anguladas para fora a fim de se encontrar com a extremidade inferior do cinturão. Se conectaria a uma antepara de estilhaços de doze a 32 milímetros no convés inferior atrás do cinturão. Atrás da protuberância e antepara de estilhaços haveria outra antepara de estilhaços com doze a dezenove milímetros.

## Navios
| Navio       | Construtor | Batimento               | Lançamento             | Estimativa de finalização | Destino                                                    |
| ----------- | ---------- | ----------------------- | ---------------------- | ------------------------- | ---------------------------------------------------------- |
| Tosa (土佐) | Mitsubishi | 16 de fevereiro de 1920 | 18 de dezembro de 1921 | março de 1923             | Deliberadamente afundado em 9 de fevereiro de 1925         |
| Kaga (加賀) | Kawasaki   | 19 de julho de 1920     | 17 de novembro de 1921 | 25 de dezembro de 1922    | Convertido em porta-aviões; afundado em 4 de junho de 1942 |

## História
A construção dos dois navios começou em 1920. O Japão assinou o Tratado Naval de Washington em 1922, que exigia o cancelamento de todos os seus navios capitais em construção na época. As obras no Tosa e Kaga foram interrompidas em 5 de fevereiro de 1922 e ambos foram descartados em 1º de abril de 1924.

### Tosa

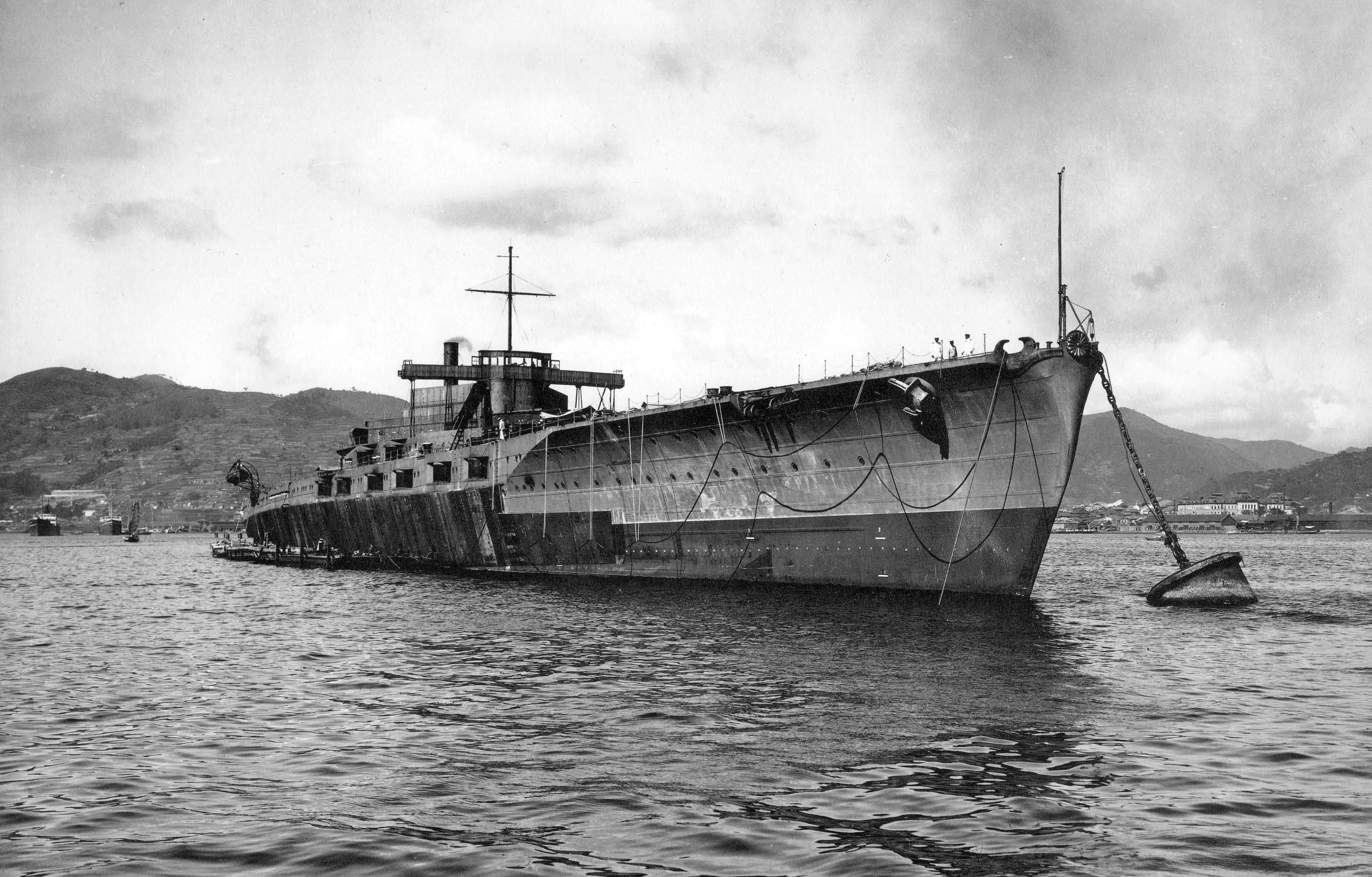
O casco incompleto do Tosa em Nagasaki em 31 de julho de 1922

Os canhões de 410 milímetros que seriam instalados no Tosa foram entregues ao Exército Imperial Japonês para uso como artilharia costeira, com duas de suas torres de artilharia sendo instaladas na ilha de Tsushima e próximas de Busan, na Coreia. O resto de suas armas foram deixadas na reserva e desmontadas em 1943. O casco incompleto do Tosa foi usado para testar seu esquema de blindagem contra artilharia naval, bombas aéreas, minas e torpedos. Dois dos projéteis disparados caíram próximos na água, mas penetraram seu casco através da fina blindagem da protuberância antitorpedo abaixo do cinturão principal. Isto criou o interesse em otimizar a performance subaquática dos projéteis japoneses. A Marinha Imperial também tomou medidas para se defender de tais projéteis ao reconstruir seus couraçados na década de 1930, além de incorporar essa proteção nos projetos dos couraçados da Classe Yamato e nos cruzadores pesados da Classe Mogami e Classe Tone. O sistema antitorpedo do Tosa foi capaz de resistir um torpedo com ogiva de duzentos quilogramas, mas contra ogivas de 350 quilogramas. O navio foi deliberadamente afundado ao final dos testes em 9 de fevereiro de 1925 a 650 metros de profundidade no Canal de Bungo ao se abrir suas válvulas internas.

### Kaga

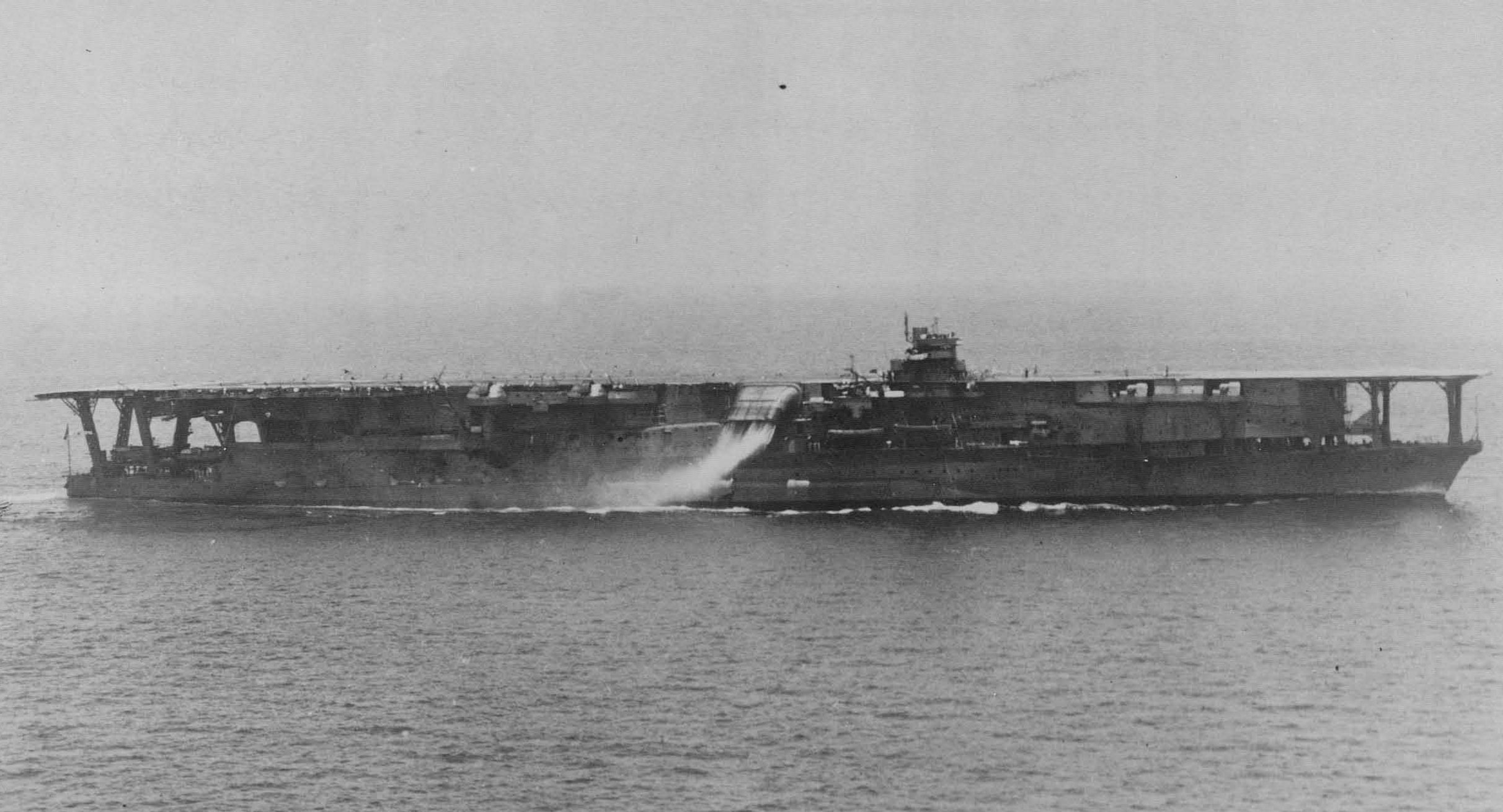
O Kaga em 1936 com um único convés de voo depois de sua reconstrução

Os cruzadores de batalha Amagi e Akagi da Classe Amagi tinham sido selecionados para conversão em porta-aviões, porém o casco do Amagi foi danificado além da possibilidade de reparos no Grande Sismo de Kantō em 1923. Desta forma, o Kaga, que originalmente seria desmontado pelos termos do Tratado Naval de Washington, foi escolhido para ser convertido no lugar do Amagi. Os trabalhos só começaram em 1925, pois novos projetos precisavam ser elaborados e os danos ao Arsenal Naval de Yokosuka consertados. Foi comissionado em 31 de março de 1928, porém só se juntou à Frota Combinada em 30 de novembro do ano seguinte.
O Kaga, assim como o Akagi, originalmente recebeu dois conveses de voo abaixo de um convés de voo principal que estendia-se por dois terços do comprimento do navio. Isto, em teoria, permitiria que aeronaves decolassem diretamente dos hangares enquanto outras estivessem pousando acima. Os aviões começaram a ficar mais pesados no decorrer da década de 1930 e consequentemente precisavam de uma distância maior para decolar, com os dois conveses inferiores assim se tornando inúteis. O Kaga foi reconstruído entre 1934 e 1935, com os conveses de voo inferiores removidos e o convés de voo principal estendido até a proa.
As aeronaves do Kaga deram suporte para tropas japonesas lutando na China em 1932 durante o Incidente de Xangai, também participando alguns anos depois dos estágios iniciais da Segunda Guerra Sino-Japonesa. Ele foi um dos porta-aviões que participou em dezembro de 1941 do Ataque a Pearl Harbor na Segunda Guerra Mundial, enquanto em janeiro de 1942 deu suporte para a invasão de Rabaul. Suas aeronaves envolveram-se no mês seguinte no Bombardeio de Darwin e em março ajudaram a garantir a conquista das Índias Orientais Holandesas. O navio tinha sido danificado em fevereiro ao bater em um recife e ficou sob reparos entre o final de março e abril. Ao retornar ao serviço foi designado para um ataque contra o Atol Midway em junho, porém o Kaga e outros três porta-aviões japoneses foram emboscados por porta-aviões norte-americanos na resultante  Batalha de Midway, com a embarcação sendo seriamente danificada por ataques aéreos e deliberadamente afundada com torpedos horas depois.